# ディズニー エピックミッキー 〜ミッキーマウスと魔法の筆〜
『ディズニー エピックミッキー 〜ミッキーマウスと魔法の筆〜』（ディズニー エピックミッキー ミッキーマウスとまほうのふで、原題：Epic Mickey）は、Junction Point Studios開発のWii用ゲームソフト。日本では任天堂より2011年8月4日発売。
2024年9月24日には、リマスター版となる『ディズニー エピックミッキー：Rebrushed』（ディズニー エピックミッキー リブラッシュド、原題：Disney Epic Mickey: Rebrushed）がTHQ NordicよりPC（Steam）/Nintendo Switch/PlayStation 4/PlayStation 5/Xbox Series X/S/Xbox One向けに全世界で発売された。

## 概要
ミッキーマウスが魔法の筆を手に、過去のディズニーキャラクター達が暮らす世界「ウェイストランド」を旅するアクションアドベンチャーゲーム。基本は3Dアクションだが、ステージ間の移動ではディズニーアニメ（蒸気船ウィリーなど）をモチーフとした横スクロールアクションゲームになっている。「スーパーマリオギャラクシー」シリーズとシステムが似ており、Wiiリモコンを振る事でスピンが出来る。上述の「時に横スクロール」という点も同様である。当初はPC、PlayStation 3、Xbox 360対応のマルチプラットフォームとして開発されていたが、「素晴らしいゲームを作るにはプラットフォームを一つに絞った方が良い」という意図からWii用ソフトとして開発されることとなった。
ゲーム内で手に入るアイテムによって、コンセプト・アートやクラシック・アニメが閲覧できる。
オズワルドが1928年以来80年余りぶりに新作出演を果たした。

### 海外版と日本版の違い
日本版は任天堂の協力により、操作性やカメラワークなどが日本市場向けに改良されている。
オープニングムービーにおいて、マッド・ドクターがミッキーをハサミ、ドリル、チェーンソーで傷付けようとするシーンが有るが、日本版ではこのシーンはカットされている。それ以外の部分にもカット箇所が多く見られるため日本版のオープニングムービーは海外版やリマスター版に比べ短い。なお、日本版の『ディズニー エピックミッキー2:二つの力』では一部のシーンがほとんどカットされなくなっている。
街にあるスクリーンの中を通るステージは、日本版では一度通ったステージを跳ばせるようになっているが、海外版やリマスター版では一度通ったステージを跳ばせられない。
Zボタンで発射出来る緑の絵の具は、日本版では「イレーサー」となっているが、海外版では「シンナー（Thinner）」という表記になっている。

## ストーリー
ある日の夜の事。もう一つの世界に暮らす魔法使いイェン・シッドが魔法の筆で、「ウェイストランド」と呼ばれる、忘れられたディズニーキャラクターたちが暮らす世界を作っていました。しかし、鏡の中から現れたミッキーマウスが、イェン・シッドが離れている間に魔法の筆を使ってしまいます。ミッキーは間違えてイレーサーのインクをこぼし、インクの魔物「シャドー・ブロット」を生み出してしまいました。
そして月日が経ち、ミッキーは様々な賞を取り、誰もが認める大スターになってしばらくしたある日、いつものように寝ていると突如シャドー・ブロットが現れ、ミッキーをウェイストランドに連れ去ってしまったのです。その頃、ウェイストランドは、ミッキーの失敗による「イレーサーの災い」で荒れ果てた様子になっていました。ミッキーはシャドー・ブロットを倒し、ウェイストランドを元に戻すため、グレムリン・ガスと協力して冒険をはじめます。

## 登場キャラクター
ミッキーマウス
誰もが認めるディズニーキャラのスター。
本作では、旧時代の姿で登場し、過去に登場した仲間が住む世界「ウェイストランド」に吸い込まれる。偶然、シャドー・ブロットの一部を吸収したようでペイントとイレーサーの能力でウェイストランドを冒険する。3D画面では台詞を話さないが、2D画面では台詞を話す。冒険をしているうちに自身が過去に犯した過ちに気づき、罪悪感を抱く。
オズワルド
最初のアニメーションスターでミッキーの原型にもなった「ウェイストランド」のリーダー的存在。
体を外して道具として使うことができる器用な特技を持っている。ミッキー同様かつてはだれも認めるスターで数々のクラシック映画に出演していたがミッキーの出現や「イレーサーの災い」などにより、人々に忘れられてしまい、スターの座を奪ったミッキーを恨んでいる。長い間、自分ではなくミッキーが人気者になれた理由を知るためにミッキーグッズを見ながら研究をしていた。ミッキーを嫌っているが訳あって彼と協力することになる。冒険が進むにつれ、素直ではないがミッキーに心を開くようになり、一時真相を知り、怒り出すも最終的には和解し、お互いを認め合うようになる（イェン・シッド曰く二人は兄弟のような存在）。
ミッキーと違い、口調はややぶっきらぼう。
続編の『エピックミッキー2』ではプレイヤーとして操作可能になり、耳をプロペラにして空を飛んだり、ミッキーと違い電気を発するリモコンのような武器を手に冒険する。
シャドー・ブロット（Phantom Blot）
あらゆるディズニー作品に登場した悪役ファントムブロットに酷似した怪物。ミッキーが魔法の筆を不用意にさわったことにより誕生したインクのモンスター。体はイレーサーとペイントで出来ている。
イェン・シッド
声 - 稲垣隆史
魔法の筆により「ウェイストランド」を作り上げた魔法使い。『ファンタジア』では、ミッキーの師匠として登場する。登場するのはオープニングとエンディングのみでナレーションも担当しているため、唯一、日本の声優が担当している。
グレムリン・ガス
「ウェイストランド」に住むグレムリン達のリーダー。仲間を救うため、案内役を買って出る。初出は1943年の絵本『The Gremlins』。
ピート達
ミッキーの宿敵でもあり、上司でもある悪役兼最古のディズニーキャラ。本作では、ミッキーがよく知っているピートではなく過去に登場した様々なピートが登場している。今作で全ての作品のピートが同一人物ではないこと（本人曰く兄弟らしい）がわかる。自称「ウェイストランド」のボス。ビック・バッド・ピート、ピート・パン、スモール・ピート、ピートトロニックなどがいる。彼らには様々な事情で町の人と対立しているらしく和解をするためにミッキーに依頼することも。なお、本作で彼らの祖先がヒーローであったことが判明する。
ホーレス・ホースカラー
旧時代に登場した頃のホーレスで旧時代では喋れなかったが本作では喋っている（友人のホーレスとは、今でも共演しているがミッキーは覚えていない）。現在は探偵をしている。
クララベル
旧時代に登場した頃のクララベルでホーレス同様旧時代は喋れないが本作は喋っている。彼女も現在でもミッキーと共演しているはずだがミッキーは覚えていない。現在は趣味のガーデニングで心を落ち着かせている。ミッキーにオズワルドの居場所を教えた。
ロボット・グーフィー
オズワルドがマッド・ドクターの助けを借りて作ったグーフィーそっくりのロボットでマッド・ドクターによって頭だけになってしまった。ガス曰くオズワルドもグーフィーのような友達が欲しかったらしい。喋り方や性格、声もオリジナルと同じ。オズ・タウンにおり、トゥモロー・シティにある自分のパーツを探してほしいとミッキーに頼む。
ロボット・デイジー
オズワルドがマッド・ドクターの助けを借りて作ったデイジーそっくりのロボットでロボット・グーフィー同様頭だけになってしまった。ベンチャー・ランドにおり、ウェイスト・ランドの海賊達がもっていた自分のパーツを探してほしいとミッキーに頼む。彼女も声や性格などオリジナルと同じでドナルドのことが大好きである。なお、フックを倒しているとパーツを取り戻せなくなる。
ロボット・ドナルド
ドナルドそっくりのロボットでロボット・グーフィーやデイジー同様頭だけになってしまった。上記の二人同様声や喋り方、性格などオリジナルと同じで短気で怒りっぽい。イージー湿地の広場におり、ロンサム・マンションにあるゴースト達に隠された自分のパーツを探してほしいとミッキーに頼む。オズワルドはドナルドのことは知らないようで彼のことはロボット・デイジーから聞き出した。ボディを取り戻した後、ミッキーに自分のボートを修理できる者にあってほしいと依頼する。
ピートトロニック
スペースボヤージュの主を自称するピートでバーチャル世界が舞台の『トロン』をモチーフにした姿をしている。彼との戦いでの結果によってエンディングに変化が起きる。正気を取り戻した後、トゥモロー・シティーを復活させるために力を尽くそうとする。
ピート・パン
ピーターパンの格好をしたピートで、ピーターパンに似ているだけに乱暴者のピートとは違い、一人称は「僕」で性格もピーターパンと同じ。パートナーの妖精がフック船長に捕まってしまったため、空が飛べなくなったのでミッキーに妖精救出を依頼する。
スミー
ピーターパンでお馴染みのフック船長と一緒に行動しているフック船長の一番の手下（ガス曰くただ一人の手下）で姿や性格なども原作と同じでマッドドクターに唆されたロボット・フックが手下達をロボットに改造しようとしたため、トルトゥーガから逃げ出し行くあてがなかったため、ミッキーになんとかするよう頼む。フック船長が昔みたいに戻った後、ミッキーにデイジーのパーツをくれる。
マッド・ドクター
『ミッキーのお化け屋敷』でミッキーの悪夢として登場したキャラで、かつてオズワルドに協力した科学者だったがシャドー・ブロットの出現でオズワルドを裏切り、今まで壊した発明品を破壊し始める。実は彼自身もロボットで真の目的はブロットによって消される世界で生き残り、ロボット達が支配する世界の支配者になることである。「ニャーハーハー」は悪巧みしている時に叫ぶらしい。
クロックタワー
ディズニーランドでお馴染みの『イッツ・ア・スモールワールド』をモチーフにした時計で突如暴走してしまい、戦いの結果によってエンディングが変化する。
ロボット・フック
ピーターパンに登場するフック船長の姿をしたロボットでピート・パンの宿敵。ピート・パンに邪魔されないよう、妖精を捕まえる。ピート・パンとのやり取りは原作そのものである。彼に関するクエストの結果によってエンディングが変化する。
オルテンシア
オズワルドの恋人でミッキーで言うミニー的な存在。昔、「イレーサーの災い」で行方不明になり、オズワルドが苛立っているのはそのためである。とある場所で石になった姿でオズワルドと再会し、ミッキーはますます罪悪感を抱くが「わざとじゃないのはわかっている。それに僕だって」とオズワルドも自身のミスを気にしており、これが2人が和解するきっかけとなった。エンディングで元の姿に戻った。

## ステージ
ステージは一度通ると後戻りが出来ない一方通行型が多い。ウェイストランドの全貌はディズニーランドがモチーフ。
ダークビューティキャッスル
ミッキーが最初に連れて来られる場所。ガスとはここで初対面する。序盤では広間でマッド・ドクターのメカを壊した後、中2階の大きな扉をくぐり、階段を降り、ペイントとイレーサーの使い方を覚えながら中庭から脱出する。その途中、ブロットリングアミーのジーアスと初遭遇する。終盤ではブロットの手によって序盤の広間に落とされ（この際、マッド・ドクターのメカの一部分の残骸が確認出来る）、部屋に溢れ出したイレーサーを引かせた後、奥へ進みながらブロットと対決する。
グレムリン村
ダークビューティキャッスルを抜けた先にある。歯車が回っているスラローム、そこを抜けた先にあるディズニーランドのテーマパークをモチーフとしたいくつかの遊園地、グレムリンの世界で構成される。この辺りから冒険が本格化する。スモールピートとはここで対面し、航海日誌を手に入れてコロシアムの彼の元へ行けばクエストクリアになるが、そうでない場合はクエスト失敗となり多数のブロットリングと対決する事になり、エンディングデモにも影響する。その先のボス、クロックタワーもペイントかイレーサーのどちらで対決するかによりエンディングデモに影響する。更にイレーサーでクロックタワーを攻略した場合、ミーン・ストリートなどの街のBGMがおどろおどろしいものへと変化し、一部の住人も困ったり怒ったりするようになる。
ミーン・ストリート
グレムリン村を抜けるとたどり着ける、冒険の拠点となる場所。かつてミッキーと協力した幾人かの面々はここに暮らしている。「ミッキーの大演奏会」などでも登場したホーレス・ホースカラー、本作に多く登場するピートを代表するビッグ・バッド・ピート、グレムリンのマーカスもこの街に住んでいる。冒険の舞台へ行くためのスクリーンを起動させるために、こことオズタウンでパワースパークを集める事が多い。
オズタウン
ミーン・ストリートに並ぶもう一つの冒険の拠点地。ホーレスの妻、クララベルやグレムリンのブレスコットもここに住む。ミッキーの家も建っており、彼が所有する車の模型もある。オズワルドのガールフレンドであるオルテンシアの家もある。グーフィーを元に作られたロボットの頭部のみがカプセルに入っているが、トゥモロー・シティにてパーツを集めると元通りになり自由に動く。
ミッキー・ジャンク・マウンテン
オズタウンの外れのスクリーンを抜けた先にあるオズワルドの聖地がある山で、ミッキーのおもちゃのガラクタで構成される。所々にイレーサーの川や滝がある。「ミッキーの夢物語」に登場したトランプ兵がおり、工事担当が1名、オズワルドの聖地に6名いる。オズワルドの子供がいて、しつこくミッキーにまとわりつくが、イレーサーに落とせばそれ以降は復活しない。また、テレビをペイントすればそれを観始める。ビートルワークスのホッパーとはこのステージで初対決。頂上ではオズワルドと初対面する事になり、それ以降ミーン・ストリートの外れに待機するようになる。
中盤でもこの場所には訪れる。その場合スクリーンを抜けた先はいきなりオズワルドの聖地であり、そこから頂上へ行きシャドーブロットと対決する。
トゥモロー・シティ
未来都市を思わせるステージ。空には星が煌いている。この辺りから難易度も高くなり、ブロットリングだけではなくビートルワークスも多数登場。機械系の仕掛けも多い。
序盤と終盤に訪れるステージで、いずれも共通してムーンライナーロケットのあるスペース・ボヤージュまでたどり着けばクリアとなる（ただし終盤はミーン・ストリートには戻れない）。終盤は入り口、ショータイム会場には訪れず、ブロティクルと戦う。
ベンチャー・ランド
中盤に訪れるジャングルにあるステージ。スミーを始めとした海賊やピート・パン、頭部のみになったデイジーのロボットがいる。
イージー湿地
ゲームの終わりの方で訪れる場所。ゴースト達や頭部だけのドナルドのロボットがいる。